# Протести против Хашких пресуда и примене споразума о граничним прелазима између Србије и Косова и Метохије
Протести против Хашких пресуда и примене споразума о граничним прелазима између Србије и Косова и Метохије обухватају низ протеста одржаних широм Србије, поводом ослобађајућих пресуда Хашког трибунала хрватским генералима Анти Готовини и Младену Маркачу, као и бившем припаднику ОВК Рамушу Харадинају. Овим протестима се изражава неслагање са актом Међународног кривичног суда за ратне злочине на простору бивше Југославије, као и примене постигнутог споразума између Србије и Косовских власти о интегрисаном управљању границом (административним прелазима) између Србије и Косова и Метохије. Ови протести су међусобно повезани, јер су пароле скандиране на готово на свим досадашњим протестима, а и на конференцијама за новинаре ове теме су биле главне. Протести су почели 17. новембра, дан након ослобађајућих пресуда хрватским генералима. Током ових протеста није било инцидената.

## Позадина

### Првостепена пресуда хрватским генералима
Хашки трибунал осудио је 15. априла 2011. хрватског генерала Анту Готовину на 24 године, а Младена Маркача на 18 година затвора због злочина почињених над Србима у лето и јесен 1995. Трећи оптужени, генерал Иван Чермак, ослобођен је оптужбе.

### Преговори у Бриселу о интегрисаним прелазима између Србије и Косова и Метохије
Шеф преговарачког тима Београда Борислав Стефановић и шефица приштинског преговарачког тима Едита Тахири постигли су 3. децембра 2011. договор о административним прелазима Јариње и Брњак уз посредство Европске уније. Стефановић је рекао да су издвојени прелази Јариње и Брњак договором у односу на остале, на којима ће такође бити примењивано заједничко управљање.
Након смене власти у јулу 2012., нове власти су обећале да ће преиспитати постигните споразуме преговарачког тима Борислава Стефановића. У септембру је Европска унија прихватила предлог нових власти да се преговори између Србије и Косовских институција подигну са техничког нивоа на преговоре о статусу, али је одбила захтеве да се преговори из посредства Европске уније преместе у Савет безбедности. Преговори су почели 19. октобра између српског премијера Ивице Дачића и косовског премијера Хашима Тачија у посредству високог представника ЕУ Кетрин Ештон. Под притиском Европске уније нове власти су биле приморане да примене све постигнуте споразуме које је договорио преговарачки тим Борислава Стефановића, што је изазвало велико незадовољство међу Србима на Косову и Метохији и јавности у Србији.

### Протест неколико синдиката 14. новембра 2012.
Дана 14. новембра чланови Удружених синдиката Србије „Слога“, Полицијског синдиката Србије и Новог синдиката здравства, протестовали су у центру Београда захтевајући побољшање услова рада. Неколико стотина чланова та три синдиката се окупило на Тргу Славија, затим улицом Краља Милана прошетало до зграде Владе Србије у Немањиној улици, изражавајући тако солидарност са радничким синдикатима који штрајкују широм Европе. Представници синдиката тражили су од Владе Србије побољшање услова рада, веће плате, бесплатно здравство и школство. Председник синдиката „Слога“ Жељко Веселиновић рекао је окупљенима испред зграде Владе да раднички синдикати из Србије имају више разлога да штрајкују него колеге из Италије, Шпаније, Кипра и других европских земаља. Због ослобађања хрватских генерала два дана касније, овај протест је брзо пао у заборав.

### Ослобађајуће пресуде хрватским генералима
Апелационо веће Хашког трибунала ослободило је 16. новембра хрватске генерале Анту Готовину и Младена Маркача кривице за злочине почињене над српским становништвом из Книнске крајине у лето 1995. године. Готовина и Маркач су претходно првостепено били осуђени на 24 и 18 година затвора због ратних злочина током и после акције Олуја. Овом пресудом, Хашки трибунал је окончао суђења за догађаје током „Олује“ а да ниједна особа није осуђена за ратне злочине почињене у тој акцији. Покрет Двери}} позвао је све српске родољубе на свенародни протест против Хашког трибунала и Европске уније, који су најавили за суботу, 17. новембра у 15 часова испред седишта Европске уније у Београду (Владимира Поповића 40а, блок 19 код Сава центра на Новом Београду)! Српска радикална странка је такође најавила протестни скуп због ослобађајућих пресуда у суботу, 17. новембра у 12 часова испред зграде Председништва Србије

## Протести

### Протест покрета Двери и Српске радикалне странке 17. новембра 2012.
Покрет Двери организовао је протест због ослобађајуће пресуде хрватским генералима, мирни протест испред седишта делегације Европске уније на Новом Београду. Протестни скуп, на коме је присуствовало стотинак присталица тог покрета, протекао је без инцидената, а зграду ЕУ обезбеђивали су припадници Жандармерије. Двери сматрају да је хашки суд ослободио генерале Анту Готовину и Младена Маркача, оптужене за ратне злочине над Србима током 1995. на основу политичких притисака Вашингтона и Брисела, како би Хрватска могла да уђе у ЕУ, рекао је представник Двери Владан Глишић. Он је, подсетивши да је тај покрет и до сада био „евроскептичан“ најавио у изјави Танјугу нове протесте против ЕУ и због Косова и Метохије.
Присталице Српске радикалне странке (СРС) одржале су протестни скуп испред зграде Председништва Србије због ослобађања хрватских генерала Анте Готовине и Младена Маркача у Хашком трибуналу и затражили од највиших државних органа у Србији да почну да брину о својим грађанима којима се суди пред тим судом Неколико стотина присталица СРС-а током четрдесетоминутног протеста узвикивало је између осталог „Томо, усташо“ и „Слобода Шешељу“. Њих је у близини зграде Председништва зауставио кордон полиције.. Присталице СРС-а су запалиле хрватску заставу испред зграде председништва.

### Протест СНП Наши 18. новембра 2012.
У недељу 18. новембра, одржан је протест у организацији [[СНП Наши}}]], Покрета Образ и Покрета Заветници. Протесту испред зграде Владе присуствовало је стотинак присталица покрета СНП „Наши“ и српски сабора „ЗАВЕТНИЦИ“ са својим и државним заставама, сликама хашког оптуженика Ратка Младића и транспарентима „Сви су Срби Раткови војници“ и „У Крајини православне свеће угасити нико неће".  === Протест студената 21. новембра 2012. === Због одлуке Хашког трибунала да ослободи генерале Анту Готовину и Младена Маркача, студенти Правног и Факултета политичких наука протестовали су 21. новембра шетњом централним београдским улицама. Мирна и достојанствено шетња сећања на жртве Олује, кренула је са два факултета - Правног и Политичких наука. Протест студената због одлуке Хашког трибунала да ослободи двојицу хрватских генерала Анту Готовину и Младена Маркача завршио се окупљањем на платоу испред Храма Светог Саве.

### Велики протест против ослобађања Готовине и Маркача 25. новембра 2012.
У Београду је у недељу 25. новембра одржан парастос српским жртвама ратова 90-их година. Присуствовали су премијер Србије Ивица Дачић и потпредседник владе [[Александар Вучић}}]]. Потом је одржана протестна шетња централним градским улицама због ослобађања хрватских генерала. Окупило се више хиљада грађана. После помена у Саборној цркви и парастоса који је служио патријарх Иринеј, одржана је и протестна шетња централним улицама Београда због ослобађања хрватских генерала Анте Готовине и Младена Маркача. Са парастоса је највише одјекнуо позив патријарха српског властима да Србија не треба да иде у Европу по сваку цену и да увек може да се окрене својој „словенској браћи“. На протестној шетњи која је уследила од Саборне цркве до Скупштине Србије, послата је порука да ће Србија инсистирати на поштовању прогнаних из бивше Југославије. На челу колоне био је председник Скупштине Србије Небојша Стефановић, а учесници колоне носили су транспаренте на којима је писало Ми питамо за правду за све жртве, Са нама Бог, са вама ЕУ и НАТО, као и заставе Србије и Македоније. Небојша Стефановић поручио је данас да Србија жели помирење, али да ће инсистирати на поштовању права Срба.

### Протест покрета Двери испред председништва 28. новембра 2012.
Покрет Двери, одржао је протест 28. новембра испред зграде Владе Србије поводом најаве ослобађајуће пресуде бившем припаднику ОВК Рамушу Харадинају и најаве спровођења споразума о интегрисаном управљању граничних (административних) прелаза између Србије и Косова и Метохије. Протест је одржан под слоганом Стоп ЕУ, НАТО, ГМО и Хаг. Двери су најавиле да се прикључују у четвртак у 16 часова протесту покрета СТОП ГМО Ирене Барет који је организован против ширења компаније Монсанто у Србији као и против Европске банке за обнову и развој (ЕБРД). Наиме, ЕБРД путем кредитирања Монсанта у Србији у вредности од 40 милиона долара уводи кредит за ГМО политику у Србији, чиме директно угрожава прехрамбену безбедност грађана Србије.

### Српски свенародни протест (протест СНП Наши поводом ослобађајуће пресуде Рамушу Харадинају) 29. новембра 2012.
У организацији родољубивих организација, 29. новембра на Тргу Републике у 18 часова, окупило се на стотине грађана да изразе протест поводом пуштања на слободу бившег припадника ОВК Рамуша Харадинаја. СНП НАШИ, ОБРАЗ, 1389, Заветници и Покрет за Србију громогласно су скандирали против ЕУ и Хашког трибунала. Говорници су позвали на кривичну одговорност све који су учествовали у хапшењу и испоручивању Срба у Хагу. Окупљенима су се обратили [[Мила Алечковић}}]], Љиљана Булатовић, Игор Маринковић из СНП НАШИ, Младен Обрадовић из Образа, Стефан Стаменковски из Заветника, Владимир Кршљанин из Покрета за Србију итд. Протест је окончан у 20 часова. Договорено је да се покрене кампања позивања за велики скуп 10. децембра против изградње тзв. границе на Косову. Скуп и остале активности биће организоване у сарадњи са СНВ Косова и Метохије и српским општинама.

### Протест Српске радикалне странке 30. новембра 2012.
Присталице Српске радикалне странке протестовале су 30. новембра испред зграде Председништва Србије поводом ослобађања Рамуша Харадинаја. Они су запалили и исцепали заставе ЕУ, НАТО-а, САД и Косова, а потом кренули у протестну шетњу. Функционер СРС-а Немања Шаровић је изјавио да су заставе запаљене у знак политичког протеста, јер радикали тиме желе да покажу да се не боје оних чије су то заставе, нити њихових слугу који седе у Немањиној 11 и на Андрићевом венцу. Предвођени функционерима, неколико стотина присталица СРС-а кренуло је потом у протестну шетњу централним улицама Београда у знак отпора властима. Функционерка СРС-а Наташа Јовановић рекла је да је председник Србије Томислав Николић издајник, који би требало да поднесе оставку. Уз оцену да он то сигурно неће урадити, Јовановић је закључила да ће он, као и премијер Ивица Дачић и потпредседник владе Александар Вучић бити срушени са власти. Функционер СРС Милорад Мирчић рекао је да је Војислав Шешељ пример борбе и да је уздрмао Хашки трибунал, који је назвао антисрпским. Око Председништва Србије су биле распоређене јаке снаге Жандармерије у опреми за разбијање демонстрација, као и многа полицијска кола. Полиција је допустила радикалима да приђу на око 50 метара од зграде Председништва, због чега су они протестовали, тражећи да их пусте ближе. Колона је, уз музичку пратњу националистичких песама, са заставама кренула од Правног факултета ка Славији.

### Протест покрета Двери испред председништва 3. децембра 2012.
Дана 3. децембра, годину дана од потписивања споразума о интегрисаном управљању прелазима између Срмије и Косова и Метохије, Двери су одржале протестни скуп под слоганом Издаја почиње сутра. Нао одржаном скупу испред Владе Србије, представници Двери су јавно поручили да на претходним изборима нико није кандидовао границу на Косову и Метохији и издају окупираних територија, и да уколико се овај процес настави, Влада мора расписати ванредне парламентарне изборе. Двери су најавиле да ће стати у заштиту Срба на косовским барикадама, као и да ће дати подршку најављеном великом протесту који су 29. новембра најавили СНП Наши, Српски сабор Заветници и Отачаствени покрет Образ за 10. децембар под слоганом Никад граница-Косово је Србија., као и све друге протесте у организацији осталих патриотских удружења

### Велики студентски протест против хашких пресуда 4. децембра 2012.
Студенти Универзитета у Београду отпочели су 4. децембра серију протеста у којем траже укидање Хашког Трибунала због срамних ослобађајућих пресуда које је тај суд изрекао двојици бивших хрватских генерала Анти Готовини и Младену Маркачу, као и бившем припаднику ОВК Рамушу Харадинају. Неколико хиљада академаца затражило је на протесту испред Скупштине Србије да се Трибунал у Хагу укине, као и да се сви заробљени Срби пусте. Студенти су се на улици појавили са транспарентима Удружени Хаг - Злочиначки подухват, Срби су рођени криви, Од ваше правде нема веће неправде и са заставама републике Србије. Посебно је био уочљив транспарент са текстом из Душановог законика који каже: Све судије да суде по законику, право како пише у законику, а да не суде по страху од царства ми. Студенти су такође скандирали и Косово, Косово и Устала је Србија. Студенти су се тачно у 12 часова окупили на Платоу испред Филозофског факултета, већ традиционалног места исказивања академског незадовољства, одакле су Кнез Михајловом улицом и Теразијама дошли до Трга Николе Пашића где их је чекала група колега са Правног факултета. Осим студената Универзитета у Београду на протесту су учествовали и академци са Универзитета у Новом Саду, Нишу, Ваљеву, Крагујевцу и Приштини са привременим седиштем у Косовској Митровици. Студентима Правног факултета у шетњи ка парламенту придружио се и министар правде Никола Селаковић, а испред парламента студентима су се прикључили чланови посланичког клуба ДСС, директор Документационо-информационог центра „Веритас“ Саво Штрбац, адвокат Тома Фила, драмски уметник Горан Султановић, режисер Борис Малагурски, социолог Мила Алечковић и други. Један од организатора студент ФПН Владимир Живковић рекао је да су се студенти окупили испред парламента из свих универзитетских градова како би показали да академска омладина осећа неправду која се тиче целе Србије и да жели да покаже да та неправда боли. Студенти су затражили да Скупштина Србије усвоји резолуцију о осуди рада Хашког трибунала, због ослобађајућих пресуда Готовини, Маркачу и Харадинају, да се подржи расправа о Хашком трибуналу у УН-у наредне године као и да Влада Србије помогне свим српским држављанима заточеним у Хагу, као и њиховим породицама, а помоћ је затражена и за српски живаљ на Косову и Метохији.

### Протест „Никад граница-Косово је Србија“ 10. децембра 2012.
Око 800 припадника покрета Наши, Двери, организације Образ и других удружења, протестовало је у понедељак увече централним градским улицама поводом изградње и почетка примене споразума о интегрисаном управљању прелазима на Јарињу и Мердаре. Протест „Никад граница“ почео је испред Саборне цркве у Београду, а окупљени су, носећи транспаренте Никад граница - Косово је Србија, Тамо где је Грачаница не сме бити граница и Главу за Космет, прошетали до зграда Председништва и Владе Србије. Окупљени су затражили од државног врха укидање, како кажу, антиуставне, антиисторијске и антинародне границе са Косовом и Метохијом, као и одустајање од сарадње са Хашким трибуналом и од преговора са Приштином. Они су оценили да председник Србије Томислав Николић није врховни војни командант, већ да југом Србије командује НАТО, Санџак контролише муфтија Муамер Зукорлић, а Војводину криминалци, и поручили да неће дозволити изградњу границе између централне Србије и Косова и Метохије. Протест, који је обезбеђивао велики број припадника полиције, завршен је шетњом до Храма светог Саве где су учесници протеста запалили свеће за Србе страдале у хрватској војној акцији „Олуја“ и на Косову и Метохији.